# 李德哈特軍事檔案中心
李德哈特軍事檔案中心(英語：Liddell Hart Centre for Military Archives(LHCMA))，由倫敦國王學院設立於1964年，該中心存放從1900年以來700多位高階英國國防官員的私人文件。個人的收藏則包含小至單一檔案，大至李德哈特合計1000箱的文件資料。現今則不斷增加各種研究素材，尤其是訪談的文字資料以及收集來的電視紀錄片及學術計畫。
中心持有的檔案範圍十分廣闊，從高層級的防禦計畫到戰略計畫皆有，像是從艾倫·布魯克元帥及黑斯廷斯·伊斯梅將軍往下到戰場上個別單位指揮部的文件都有。其中以第二次波耳戰爭及隨後幾乎所有英軍參與的主要戰役為代表，包含韓戰、福克蘭戰爭、波斯灣戰爭等等，後兩者更有當代的文字訪談紀錄。各式的收藏資料中也反映了20世紀以來軍事科技的發展，以及在坦克、空軍等武器問世後必須重新規劃的各式戰術及戰略，其中也包含有關核戰相關議題的討論。檔案也開放給那些能夠以認真態度去研究這些資料的讀者。
中心的網站上也有「20世紀國防人員位置登記清單」，這是一份包含3000位英國國防人員的數據庫，其中皆為在1900到1975年間升至少將軍階之上的三軍軍官。
自從1927年起國王學院即開始教授軍事研究，並於1953年成立戰爭研究系，這也是全英國所有大學中的唯一相關科系。

## 外部連結
- 官方网站
- Location Register of Twentieth Century Defence Personnel （页面存档备份，存于）
- King's College London Department of War Studies （页面存档备份，存于）
- Musee de Pegasus Bridge  （页面存档备份，存于）